# Hul Kimhuy
Hul Kimhuy (tiếng Khmer: ហ៊ុល គឹមហ៊ុយ; sinh ngày 7 tháng 4 năm 2000) là một cầu thủ bóng đá chuyên nghiệp người Campuchia hiện đang thi đấu ở vị trí thủ môn cho câu lạc bộ Visakha và Đội tuyển bóng đá quốc gia Campuchia.

## Sự nghiệp thi đấu
Hul Kimhuy ra mắt chuyên nghiệp trong 1 trận đấu thuộc khuôn khổ Giải bóng đá Ngoại hạng Campuchia vào ngày 16 tháng 3 năm 2019 gặp Phnom Penh Crown.

## Sự nghiệp thi đấu quốc tế
Kimhuy ra mắt đội U-23 trong trận đấu tại Vòng loại giải vô địch bóng đá U-23 châu Á 2020 gặp Úc vào ngày 22 tháng 3 năm 2019.